# العلاقات البوتانية الجنوب إفريقية
العلاقات البوتانية الجنوب أفريقية هي العلاقات الثنائية التي تجمع بين بوتان وجنوب أفريقيا.

## مقارنة بين البلدين
هذه مقارنة عامة ومرجعية للدولتين:
| وجه المقارنة                                              | بوتان          | جنوب أفريقيا |
| --------------------------------------------------------- | -------------- | --- |
| المساحة (كم2)                                             | 38.39 ألف      | 1.22 مليون |
| عدد السكان (نسمة)                                         | 807.61 ألف     | 57.73 مليون |
| الكثافة السكانية (ن./كم²)                                 | 21.04          | 47.32 |
| العاصمة                                                   | تيمفو          | بريتوريا، بلومفونتين، كيب تاون |
| اللغة الرسمية                                             | لغة دزونكا     | لغة إنجليزية، اللغة الأفريقانية، اللغة النديبلي الجنوبية، اللغة السوثو الشمالية، اللغة السوتية، لغة سوازي، اللغة التسونجا، اللغة التسوانية، اللغة الفيندية، اللغة الكوسية، اللغة الزولوية |
| العملة                                                    | نغولترم بوتاني | راند جنوب أفريقي |
| الناتج المحلي الإجمالي (بليون دولار)                      | 2.51 مليار     | 349.42 مليار |
| الناتج المحلي الإجمالي (تعادل القوة الشرائية) بليون دولار | 6.49 مليار     | 725.91 مليار |
| الناتج المحلي الإجمالي الاسمي للفرد دولار أمريكي          | 2.66 ألف       | 5.72 ألف |
| الناتج المحلي الإجمالي للفرد دولار أمريكي                 | 7.82 ألف       | 13.05 ألف |
| مؤشر التنمية البشرية                                      | 0.605          | 0.666 |
| رمز المكالمات الدولي                                      | +975           | +27 |
| رمز الإنترنت                                              | .bt            | .za |
| المنطقة الزمنية                                           | ت ع م+06:00    | ت ع م+02:00، أفريقيا/جوهانسبرغ ‏ |

## منظمات دولية مشتركة
يشترك البلدان في عضوية مجموعة من المنظمات الدولية، منها:
| علم المنظمة | اسم المنظمة                        | تاريخ انضمام بوتان | تاريخ انضمام جنوب أفريقيا |
| ----------- | ---------------------------------- | ------------------ | ------------------------- |
|             | مؤسسة التنمية الدولية              | 28 سبتمبر 1981     | 12 أكتوبر 1960            |
|             | يونسكو                             | 13 أبريل 1982      | 4 نوفمبر 1946             |
|             | وكالة ضمان الاستثمار متعدد الأطراف | 21 أكتوبر 2014     | 10 مارس 1994              |
|             | الأمم المتحدة                      | 21 سبتمبر 1971     | 7 نوفمبر 1945             |
|             | الاتحاد البريدي العالمي            | ?                  | ?                         |
|             | البنك الدولي للإنشاء والتعمير      | 28 سبتمبر 1981     | 27 ديسمبر 1945            |
|             | الاتحاد الدولي للاتصالات           | 15 سبتمبر 1988     | 1910                      |
|             | منظمة حظر الأسلحة الكيميائية       | ?                  | ?                         |
|             | مؤسسة التمويل الدولية              | 1 ديسمبر 2003      | 3 أبريل 1957              |
|             | منظمة الشرطة الجنائية الدولية      | ?                  | ?                         |

## وصلات خارجية
- موقع وزارة الخارجية البوتانية
- موقع وزارة الخارجية الجنوب أفريقية